# SMS Bayern
Az SMS Bayern a Császári Haditengerészet (Kaiserliche Marine) egyik szuper-dreadnought csatahajója volt az első világháborúban. A róla elnevezett hajóosztály másik elkészült tagja a Baden volt, további két egységét törölték, mivel a tengeralattjárók építése nagyobb prioritást élvezett és a háború előrehaladtával a nyersanyagokat inkább erre a célra fordították. 1915 februárjában bocsátották vízre és 1916 márciusában adták át, de csak az év júliusában állhatott teljes szolgálatba, így a skagerraki csatában már nem vehetett részt. A Bayern volt az első német csatahajó, mely 38 cm-es (15 hüvelykes) lövegeket kapott. A 8 darab ágyút négy toronyban helyezték el kettesével. Ez a csatahajó lett volna a Nyílt-tengeri Flotta (Hochseeflotte) 4. csatahajórajának első egysége, melyhez a három testvérhajója is tartozott volna.
A Bayernt a háború közepén adták át és az első bevetés amiben részt vett egy megszakított hadművelet volt 1916. augusztus 18-19-én, melynek célja Sunderland bombázása lett volna. A Bayern részt vett a Rigai-öbölben végrehajtott Albion hadműveletben, de röviddel a támadás megindítása után 1917. október 12-én aknára futott és javításra szorult. A Hochseeflotte nagy részével együtt a háború végén Scapa Flow-ban internálták. 1919. június 21-én Ludwig von Reuter tengernagy utasítására az internált hajókat a személyzetük elsüllyesztette, hogy ne kerülhessenek a britek kezére. A Bayern 14:30-kor merült a hullámok alá. 1934 szeptemberében kiemelték és Rosythba vontatták, ahol 1935-ben lebontották.

## Technikai adatok
A Bayernt "T" átmeneti jelöléssel rendelték meg 1912-ben a negyedik flottatörvény keretében. A megbízást a kieli Howaldtswerke hajógyár kapta, ahol az 590-es építési számmal láttak hozzá a megépítéséhez. Az építést 1914 januárjában kezdték és a hajótestet 1915. február 18-án bocsátották vízre. A hajó teljes hossza 180 méter volt, szélessége 30 méter, merülése pedig 9,3-9,4 méter. Vízkiszorítása 28.530, maximális terhelés mellett 32.200 tonna volt.

A Bayern osztály páncélzatának pontos felépítését ábrázoló rajz.

Meghajtásáról három Parsons-turbina gondoskodott, melyeket három olaj- és tizenegy Schulz-Thornycroft széntüzelésű kazán látott el gőzzel. A Parsons cég Németországban Turbinia nevű leányvállalata szállította a brit építésű turbinákat a német haditengerészet és a kereskedelmi flotta számára. A gépek teljesítménye 41.164 kW volt ami a próbajáratokon 22 csomós végsebesség elérését tette lehetővé. Üzemanyagkészlete 3400 tonna szenet és 620 tonna olajt tett ki 5000 tengeri mérföldes (9300 km) hatótávolságot lehetővé téve 12 csomós sebesség mellett.
A Bayern volt az első német csatahajó, mely 38 cm-es (15 hüvelykes) lövegeket kapott. Ezeket párosával helyezték el négy lövegtoronyban, elől és hátul kettőt-kettőt lépcsőzetes elrendezésben. A lövegek ezen űrmérete jelentős javulás volt a König-osztály egységeinek 30,5 cm-es ágyúihoz képest. A 38 cm-es ágyúk 750 kg-os lövedékeket lőttek ki és az általuk leadott sortűz össztömege 6.000 kg volt szemben a Königek 4050 kg-jával. Másodlagos fegyverzetét 16 darab 15 cm-es gyorstüzelő ágyú, 6 darab 8,8 cm-es gyorstüzelő ágyú és 5 darab 60 cm-es torpedóvető cső alkotta. Személyzetét 42 tiszt és 1129 főnyi legénység adta.
Övpáncélzatának vastagsága 170-350 mm, fedélzetéé 60-100 mm volt. Az elülső parancsnoki tornyának oldalait 400 mm-es páncéllemezek védték, a négy lövegtornyának páncélzata oldalt 350 mm-es, felül 200 mm-es volt.

## Szolgálat
A felszerelése és a próbajáratai után 1916. július 15-én lépett aktív szolgálatba, másfél hónappal a Skagerraki csata után. A Hochseeflotte 3. csatahajórajához (Geschwader III) osztották be. A hajó részt vehetett volna a csatában, de a szolgálatból kivont Lothringen csatahajóról áthelyezett legénységét ekkor épp szabadságolták. Építési költsége 49 millió aranymárka volt. Egyetlen elkészült és szolgálatba lépett testvérhajója a Baden volt. Az osztály másik két hajójának, a Sachsennek és a Württembergnek az építése félbemaradt. Átadásakor a Bayern parancsnoka Max Hahn sorhajókapitány volt. Ernst Lindemann – aki a Bismarck csatahajó kapitánya lesz a második világháború idején – rádiósként teljesített szolgálatot a Bayernen. Július 25-én III. Lajos bajor király látogatást tett az országa után elnevezett csatahajón, mely nem sokkal később rövid ideig –  augusztus 7. és 16. között – a Kaiserliche Marine zászlóshajójaként is szolgált.

### Előretörések 1916-ban

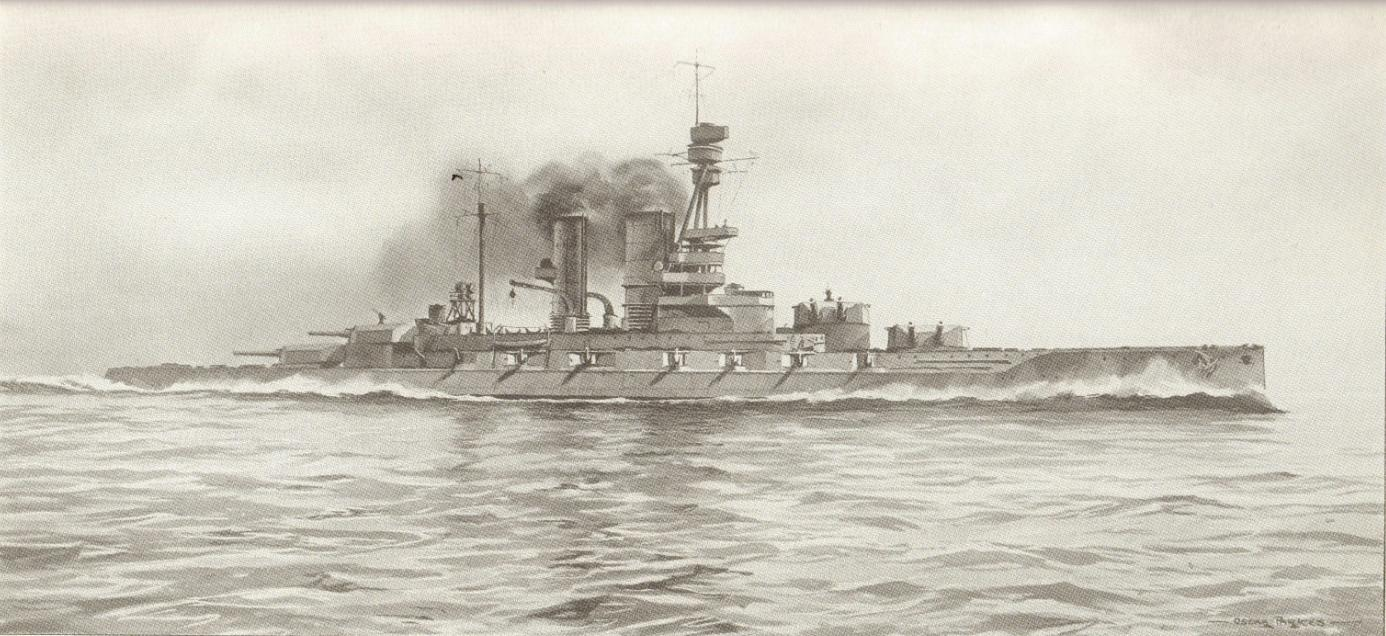
Brit azonosítórajz az SMS Bayern német csatahajóról.

Reinhard Scheer tengernagy által 1916. augusztus 18-19-ra tervezett Sunderland elleni támadás alkalmával a Bayernt az I. felderítőcsoporthoz (Aufklärungsgruppe I) osztották be. A város hadi létesítményeinek bombázásával kívánták ismét harcra bírni a brit csatacirkálókat. Mivel a skagerraki csata után a csatacirkálók közül csak a Moltke és a Von der Tann voltak bevethetők (a Seydlitz és a Derfflinger még javítás alatt állt), három gyorsabb csatahajót osztottak be melléjük: a Bayernt és két König-osztályú csatahajót: a Markgrafot és a Großer Kurfürstöt. Scheer tengernagy a Hochseeflotte nagyobbik részével, közte 15 csatahajóval mögöttük maradva biztosította őket. A britek tisztában voltak a német tervekkel és a Grand Fleet valamint a Harwich Force is kifutott. A könnyű egységekkel (rombolók és könnyűcirkálók) rendelkező harwichiak az összecsapást, a Grand Fleet pedig két könnyűcirkálójának tengeralattjárók általi elsüllyesztése után órákra megszakította a déli irányú előretörését. 14:35-kor (KEI) Scheert értesítették a brit főerők bevetéséről. Mivel a meglepetés előnyét így már elveszítette és a további előrenyomulással a két brit erő harapófogójába került volna, továbbá mert tartott a rombolók éjszakai torpedótámadásaitól, megszakította a hadműveletet és visszafordult flottájával. Október 18-20-án újabb előretörést hajtottak végre az Északi-tengeren, de ekkor sem találkoztak ellenséges erőkkel.

### Albion hadművelet
1917 szeptemberének elején Riga kikötőjének megszerzése után a Császári Haditengerészet megpróbálta kiszorítani a Rigai-öbölben még mindig jelen lévő orosz haditengerészeti erőket. Ehhez az Admiralstab (a haditengerészet főparancsnoksága) el akarta foglalni Ösel szigetet és mindenek előtt ki akart iktatni a Sworbe-félszigeten lévő tüzérségi ütegeket. Szeptember 18-án parancsot adtak ki egy kombinált tengeri-szárazföldi hadművelet végrehajtására Ösel és Moon szigetek elfoglalására. A hadműveletben öt kapitális egység vett részt: a Moltke csatacirkáló, mint zászlóshajó és a III. csatahajóraj. Ebben az időpontban a Bayern és a négy König-osztályú csatahajó alkotta az V. divíziót, míg a Kaiser-osztályú csatahajók a VI. divíziót. (A V. és VI. divízió együtt alkotta a III. csatahajórajt.) A 9 könnyűcirkálóval, 3 romboló-flottillával, több tucatnyi aknaszedő ill. aknatelepítő hadihajóval és a partraszállító hajókkal együtt összesen mintegy 300 hajó vett részt a hadműveletben, melyeket 100 repülőgép és 6 léghajó támogatott. Az inváziós haderő kb. 24.600 fős volt. 
Az orosz haditengerészeti erőket a Szlava és Cezarevics régi csatahajók (pre-dreadnoughtok), a Bajan, az Admiral Makarov és Diana páncélos cirkálók, 26 romboló ill. számos torpedónaszád és ágyúnaszád alkotta. Az Ösel szigetén lévő helyőrség 14.000 főt tett ki.
A hadművelet október 12-én kezdődött, mikor a Bayern a Moltkével és a König-osztályú csatahajókkal tüzet nyitott a Tagga-öbölben lévő partvédelmi ütegekre. Ezzel egyidőben a Kaiser-osztályú csatahajók tüzet nyitottak a Sworbe-félsziget ütegeire. A fő cél a Moon és Dagö szigetek közötti csatorna biztosítása volt, mert így lezárhatták volna az orosz hajók egyetlen menekülési útvonalát az öbölből. A Bayern azonban 05:07-kor aknára futott a Soelo-szorosban miközben Pamerortnál tüzelési pozíciót akart felvenni. Az elülső torpedókamra magasságában felrobbanó akna egy altiszttel valamint hat tengerésszel végzett és 1000 tonna víz betörését okozta, melynek következtében a hajó orrának merülése két méterrel nőtt. A sérülés ellenére tűz alá vette a Toffri-foknál lévő üteget Dagö déli csücskén. 14:00-kor hagyhatta el a tüzelési pozícióját és a Tagga-öbölben október 13-án a fedélzetén rendelkezésre álló eszközökkel ideiglenes javításokat végeztek rajta, ami azonban nem bizonyult kellően hatásosnak és a hazaút során ismét elárasztotta 1000 tonna víz az orrát. A javításokat Kielben végezték és az út ide 19 napot vett igénybe. A munkálatok november 3. és december 27. között zajlottak és ennek során az elülső két torpedóvető csővel rendelkező torpedókamrát eltávolították a sérülésről téves jelentéseket kapó császár utasítására. A helyiséget felosztva vízzáró rekeszekké alakították. A hátulsó torpedóvető csöveket is eltávolították és így már csak eggyel rendelkezett (az orrban). Négy 8,8 cm-es 30-as kaliberhosszúságú légvédelmi ágyút is felszereltek a javítások ideje alatt.
Október 16-án két König-osztályú csatahajót és számos kisebb egységet küldték a Rigai-öbölben lévő orosz csatahajók ellen. A másnapi moonsundi csata során a König és a Kronprinz tűzpárbajt vívott velük. Ennek során a König a Szlavát, a Kronprinz a Szlavát és a Bajan cirkálót lőtte. Az összecsapás során az orosz hajókat több tucat találat érte, mígnem 10:30-kor Mihail Bahirev tengernagy elrendelte számukra a visszavonulást. A Szlava sérülései túl súlyosak voltak és már nem tudott elmenekülni. Személyzete ezért elsüllyesztette és a túlélőit egy romboló kimenekítette. Október 20-ra a haditengerészeti hadműveletek gyakorlatilag véget értek. Az orosz flotta itteni egységeit megsemmisítették vagy visszavonulásra kényszerítették, a német hadsereg pedig elfoglalta az öbölben lévő szigeteket.

### Későbbi hadműveletek
A flottához való visszatérése után a Bayernt az Északi-tengeren biztosítási feladatokkal bízták meg. Scheer tengernagy 1917 végén könnyű erőkkel támadta a Nagy-Britannia és Norvégia között közlekedő konvojokat. Sikereikre válaszul a Royal Navy egy-egy csatahajórajt rendelt a minden konvoj mellé, ami a németek számára ismét felkínálta a lehetőséget a brit flotta egy kisebb részének elfogására és megsemmisítésére. Scheer megjegyezte, hogy  „egy sikeres támadás egy ilyen konvoj ellen nem csak nagy mennyiségű hajóteher elsüllyesztésével járna, hanem egy nagy katonai siker is lenne és ez … még több brit hadihajó Északi-tengerre való kiküldését eredményezné.”
Scheer a hadműveletre készülve szigorú rádiócsendet rendelt el. A britek így a korábbiakkal ellentétben nem tudtak információkat szerezni a német rádióforgalom dekódolásából. A tervek szerint Hipper csatacirkálóinak meg kellett semmisíteniük a konvojt április 23-án, miközben a Hochseeflotte zöme a közelben tartózkodott, hogy szükség esetén közbe avatkozhasson. A Bayern április 15-én zátonyra futott, de ez a kisebb baleset nem akadályozta abban, hogy április 22-én a Hochseeflotte egységeivel együtt gyülekezzen a Schillig-révnél Wilhelmshaven előtt és másnap reggel 06:00-kor útnak induljon észak felé a bevetésre. A sűrű köd miatt a védelem céljából lerakott saját aknamezőkön belül maradtak fél óra hosszáig. Hipper erői 110 km-re nyugatra voltak a norvégiai Egerötől április 24-én 05:20-kor. Annak ellenére, hogy észrevétlenül meg tudták közelíteni a konvoj útvonalát, a hadművelet sikertelen volt a téves hírszerzési információk miatt. A tengeralattjárók jelentéseiből Scheer azt állapította meg, hogy a konvojok heti két alkalommal, a hét elején és a hét közepén indulnak útnak. Azonban a Bergenből Skóciába tartó konvoj már április 22-én kedden elindult, míg Methilből Norvégiába csak 24-én csütörtökön indult útnak egy konvoj. Emiatt Hipper nem talált célpontot mikor elérte a kereskedelmi útvonalát.
Ezen a napon a Moltke egyik hajócsavarja levált a tengelyről és ez súlyos károkat okozott a hajtóműveiben. A sérülések következtében 2000 tonna tengervíz is betört a hajótestbe. A csatacirkálónak meg kellett törnie a rádiócsendet, hogy értesíthesse Scheert a helyzetéről. A britek a rádiójelek révén tudomást szereztek a német aktivitásról. Beatty kihajózott 31 csatahajóval és 4 csatacirkálóval, de már nem tudta utolérni a visszavonuló németeket, akik április 25-én a korai órákban elérték az aknamezőiket. A Moltkét azonban 40 tengeri mérföldre Helgolandtól megtorpedózta az E42 jelű brit tengeralattjáró, de ennek ellenére is sikerrel vissza tudott térni a támaszpontra.
1918. szeptember 23-tól október elejéig a Bayern a Hugo Kraft altengernagy vezette III. csatahajóraj zászlóshajójaként szolgált. A Bayern is részt vett volna az október végére tervezett előretörésben az angol partok irányába. A Hochseeflotte nagy részének ennek során Wilhelmshavenből kiindulva harcra kellett volna kényszerítenie a Grand Fleetet. Scheer, aki ekkor már a flotta főtengernagya (Großadmiral) volt, akkora károkat akart okozni a briteknek, amekkorát csak lehetett – tekintet nélkül a saját veszteségekre, hogy ezzel is javítsa Németország tárgyalási pozícióját a béketárgyalások során.
Míg a flotta Wilhelmshavennél gyülekezett, a háborúban megfáradt tengerészek lázadozni kezdtek. 1918. október 24-én kiadták a parancsot a hadművelet végrehajtására, aminek értelmében október 29-én kellett kihajóznia a flottának. A hajók tengerészei számos csatahajón zendülésbe kezdtek és a III. csatahajóraj három csatahajója is megtagadta a horgony felhúzására vonatkozó parancsot és szabotázsakciókat hajtottak végre a Thüringen és Helgoland csatahajók fedélzetén. A nyílt lázadás miatt a hadműveletet lefújták. A hangulat csillapításának érdekében a csatahajórajokat külön támaszpontokra küldték. A Bayernt a rajával együtt Kielbe helyezték át.

## Scapa Flow

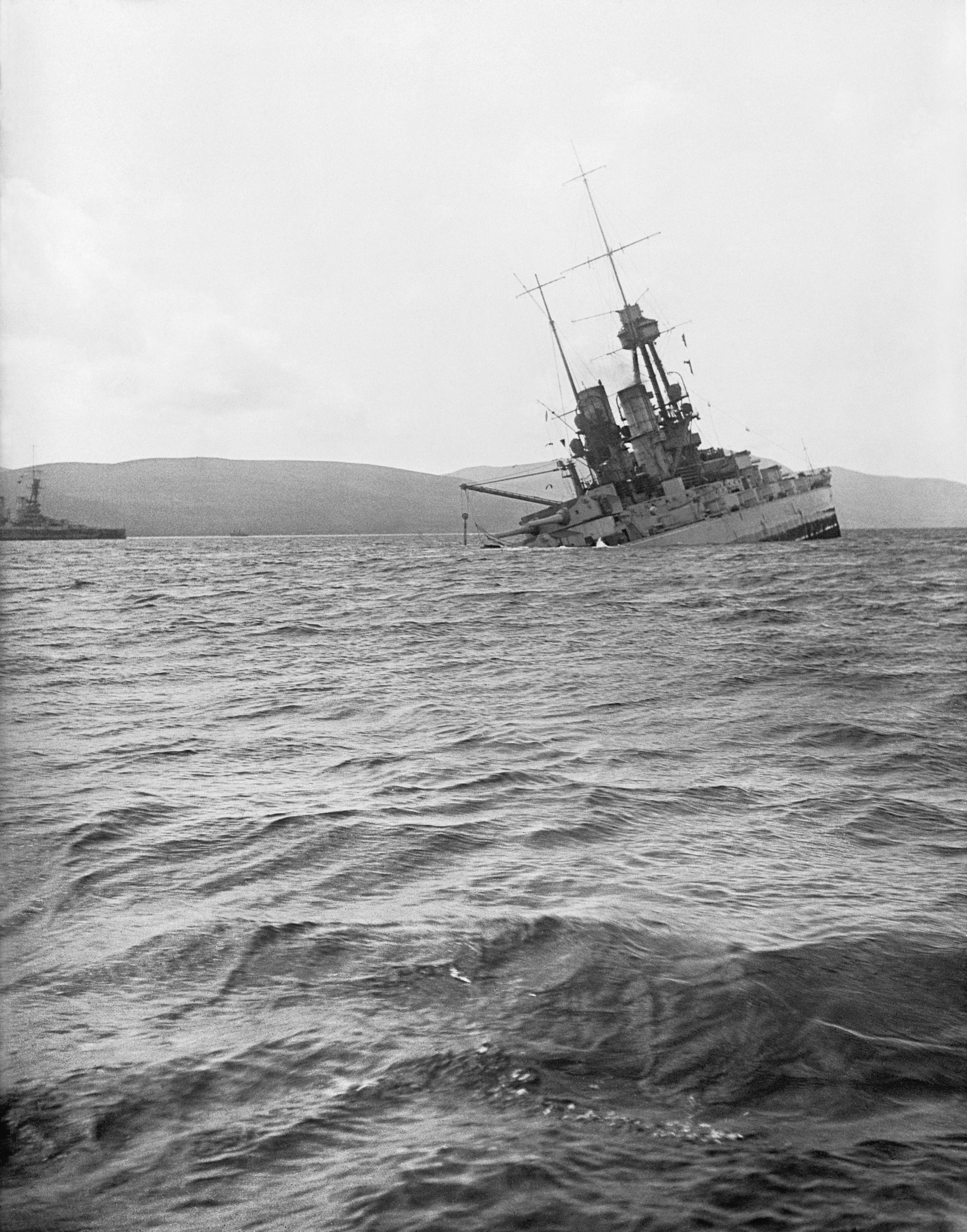
A Bayern süllyedőben Scapa Flow-ban

A novemberi fegyverszünet után a Hochseeflotte nagyobb részét internálták Scapa Flow-ban. A Bayern is a kijelölt egységek között volt. 1918. november 19-én Ludwig von Reuther ellentengernagy irányítása alatt utoljára futottak ki a támaszpontjaikról. A nyílt tengeren találkoztak a Cardiff könnyűcirkálóval, mely a 370 hajóból álló antant flottához vezette őket és ezek kíséretében hajóztak Scapa Flow-ig, ahova a Firth of Forth érintésével a III. csatahajóraj egységei 26-án érkeztek meg.
A flotta a versailles-i egyezményekhez vezető tárgyalások idejére fogságban maradt. A békeszerződés aláírásának eredetileg kitűzött napján, június 21-én Reuter parancsot adott a hajók elsüllyesztésére. Ezzel eleget tett annak a felsőbb utasításnak, miszerint nem engedheti meg, hogy a britek rátegyék a kezüket a német hajókra. Aznap reggel a brit flotta hadgyakorlatozás céljából kihajózott és Reuter 11:20-kor a parancs végrehajtására utasította a hajók személyzetét. A Bayern 14:30-kor merült a hullámok alá.
A csatahajó roncsát 1933. november 3-án 750 fontért eladták a Cox & Danks Ltd-nek. A kiemelési munkálatok során a hajótestet felhozták a 40 méteres mélységből, de fél óra múlva ismét alámerült. 1934. szeptember 1-én sikerült végül kiemelni. A Scapa Flow-ból előbb Lyness-be vontatták, majd 1935. április 26. és 30. között a Zwarte Zee, a Witte Zee és a Ganges vontatóhajók Rosyth-ba vontatták, ahol június 5-én hozzáláttak a lebontásához.
A négy nagy, 660 tonnás lövegtornya még ma is a tengerfenéken található Scapa Flow-ban 38 méteres mélységben és búvárok felkereshetik őket. Ezek még az első sikertelen kiemeléskor váltak le a hajóról. A lövegtornyok felfordulva ágyazódtak az iszapba és felkeresésük rejt némi veszélyt magában, mivel sok búvár elveszítette már a tájékozódást a felkavarodó iszap miatt.
A hajó harangját a második világháború után átadták a  Bundesmarinének és kiállítva megtekinthető a kieli Föhrde-Klubban.

## A hajó parancsnokai
| Név              | Rang            | Parancsnokságának ideje                  |
| ---------------- | --------------- | ---------------------------------------- |
| Max Hahn         | sorhajókapitány | 1916. március 18. – 1916. december 23.   |
| Heinrich Rohardt | sorhajókapitány | 1916. december 24. – 1918. augusztus 10. |
| Hugo Dominik     | sorhajókapitány | 1918. augusztus 11. – 1918 december 10.  |
| Albrecht Meißner | sorhajóhadnagy  | 1918. december 12. – 1919. június 21.    |

## Fordítás
- Ez a szócikk részben vagy egészben  a   SMS Bayern című angol Wikipédia-szócikk ezen változatának fordításán alapul.  Az eredeti cikk szerkesztőit annak laptörténete sorolja fel. Ez a jelzés csupán a megfogalmazás eredetét és a szerzői jogokat jelzi, nem szolgál a cikkben szereplő információk forrásmegjelöléseként.
- Ez a szócikk részben vagy egészben  a   SMS Bayern (1915) című német Wikipédia-szócikk ezen változatának fordításán alapul.  Az eredeti cikk szerkesztőit annak laptörténete sorolja fel. Ez a jelzés csupán a megfogalmazás eredetét és a szerzői jogokat jelzi, nem szolgál a cikkben szereplő információk forrásmegjelöléseként.

## Linkek
- a Bayern-osztályú csatahajók vázlatrajza
- Fő tüzérségének technikai adatai
- Képek a csatahajóról a Deutsche Schutzgebiete oldalon
- Képek és vázlatok a Bayern-osztályú csatahajókról
- Képek a Bayernről és a Badenről az internálás után
- Búvármerülés a csatahajó tornyaihoz (2016. 05. 27.)